# هواپیمایی ایران ایرتور
هواپیمایی ایران ایرتور (به انگلیسی: Iran Airtour Airlines) یک شرکت هواپیمایی خصوصی ایرانی است که در سال ۱۳۵۱ توسط ایران ایر راه‌اندازی شد. خطوط هوایی آن میان تهران و دیگر شهرهای ایران و همچنین کشور فرانسه و قاره اروپا برجا است. این شرکت عضو یاتا بوده که دارای گواهینامه آیوسا می‌باشد و دارای مجوز آموزش هوانوردی (ATO) است. و گواهینامهٔ استاندارد جهانی (IATA Operational Safety Audit (IOSA، هواپیمایی ایران ایرتور هم‌اکنون با ۱۵ فروند هواپیمای مسافربری در ناوگان هوایی خود به۲۳مقصد پرواز دارد.

## تاریخچه
ایران ایر در سال ۱۳۴۸ جزو بهترین شرکت‌های هواپیمایی در خاورمیانه بود. ایران ایرتور در سال ۱۳۵۱ با هدف توسعه گردشگری، سفرهای زیارتی و انجام تورهای داخلی و خارجی تحت پوشش شرکت هواپیمایی ملی ایران تأسیس شد.
ایران ایرتور از سال ۱۳۶۱ تورهای منظمی در مسیر مشهد را آغاز و استقبال از این تورها موجب شد تا دو سال بعد از آن اقدام به توسعه آن به سایر کشورها نماید که تورهای دبی، استانبول و شهرهای زیارتی (مشهد) از جمله آن هستند. در کنار آن نیز به منظور توسعه گردشگری و جلب جهانگرد از سایر کشورها، اقدام به برگزاری سمینارهایی با شرکت مدیران و مسئولان شرکت‌های توریستی نموده و کسب جوایز از کشورهای مختلف نظیر آلمان، فرانسه، ایتالیا، ژاپن، سوئیس، اتریش، انگلستان، امارات، بحرین و کویت از افتخارات آن است.
فعالیت پروازی ایران ایرتور از سال ۱۳۷۱ شروع و شهر مشهد به عنوان مرکز عملیات پروازی انتخاب و بدین ترتیب ارتباط هوایی مستقیم مشهد با ۱۳ مرکز استان میسر شد. علاوه بر آن مسئولیت انجام ۵۵ درصد از پروازهای حج عمره و حج تمتع از شهرهای مختلف و پروازهای منطقه‌ای مانند دمشق، استکهلم، مسکو، عشق‌آباد و تاشکند را با استفاده از ۲۶ فروند هواپیما برعهده داشت. در سال ۲۰۲۵ با توجه به تحریم هواپیمایی ایران ایر هواپیمایی ایران ایرتور پروازهای اروپا را راه اندازی کرد و به فرانسه_ایتالیا_المان _اسپانیا پرواز خواهد داشت.

### خصوصی‌سازی
بعد از بحث خصوصی‌سازی در اواخر دهه ۱۳۸۰، این شرکت که تا سال ۱۳۸۹، یکی از شرکت‌های دولتی محسوب می‌شد، بر اساس اصل ۴۴ قانون اساسی، از ابتدای سال ۱۳۹۰ به شرکت تعاونی چند منظوره هسایار که یکی از زیرمجموعه‌های وزارت دفاع ایران بود، واگذار شد؛ ولی به دلیل برگشت خوردن ۴ چک پرداخت متوالی این شرکت، این واگذاری لغو و مزایدهٔ دیگری در ۵ دی ۱۳۹۴ انجام شد که به موجب آن، این شرکت هواپیمایی به بخش خصوصی واگذار شد.

### ادعای تخلف در خصوصی‌سازی ایران ایرتور
نصرالله پژمان‌فر نماینده مشهد در مجلس گفت سازمان خصوصی‌سازی شرکت هواپیمایی ایران ایرتور در مشهد را بدون طی مراحل قانونی به بخش خصوصی واگذار کرده است و این شرکت هواپیمایی یک هزار میلیارد تومان قیمت داشته در حالی که با قیمت ۳۴ میلیارد تومان واگذار شده است. این نماینده مجلس همچنین از شکایت خود از سازمان خصوصی‌سازی به قوه قضائیه خبر داد.
احمد علیرضابیگی نماینده تبریز در مجلس شورای اسلامی در جلسه علنی مجلس و در تشریح سؤال خود از فرهاد دژپسند وزیر امور اقتصادی و دارایی دربارهٔ نوع واگذاری شرکت ایران ایرتور اظهار داشت: از زمان مجلس دهم خصوصی‌سازی‌ها کلید خورد و ما در آن زمان شاهد خصوصی‌سازی‌های ناروا و واگذاری‌های خاص بودیم و از دوران مجلس دهم به موضوع خصوصی‌سازی‌ها ورود کردیم. همچنین عضو هیئت تحقیق و تفحص از سازمان خصوصی‌سازی در نامه‌ای به وزیر اقتصاد ضمن برشمردن تخلفات وزارت اقتصاد در واگذاری «ایران ایرتور» اعلام کرد: این شرکت ۹۹ میلیون دلار بدهی دارد.

## مراکز
هواپیمایی ایران ایرتور دارای ۳ دفتر در ۳ شهر مختلف ایران است. دفتر مرکزی این شرکت، در تهران واقع میدان فلسطین، طالقانی غربی است. دیگر دفتر آن در شهر مشهد، فرودگاه شهید هاشمی نژاد مشهد، جنب ترمینال خارجی است. دفتر سوم این شرکت در شهر تبریز واقع در بلوار ولیعصر است.

### ناوگان فعلی

ایرباس ای۳۰۰–۶۰۰ ایرتور در باند فرودگاه مهرآباد

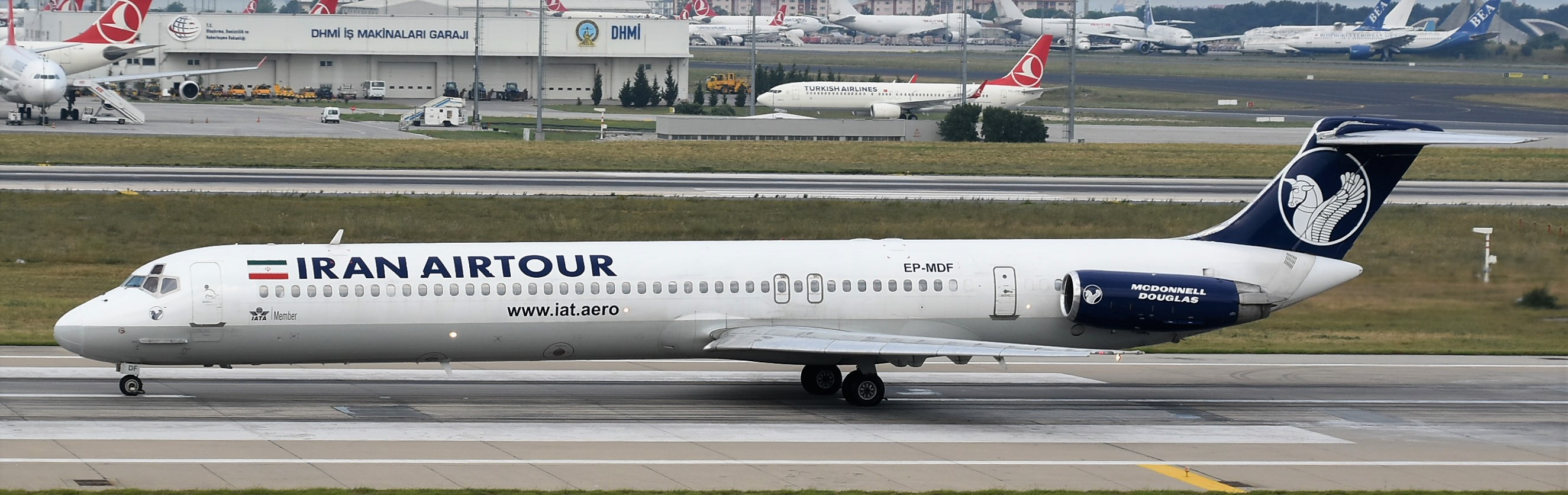
ام-دی۸۲ ایرتور در فرودگاه آتاترک

## ناوگان

### ناوگان پیشین

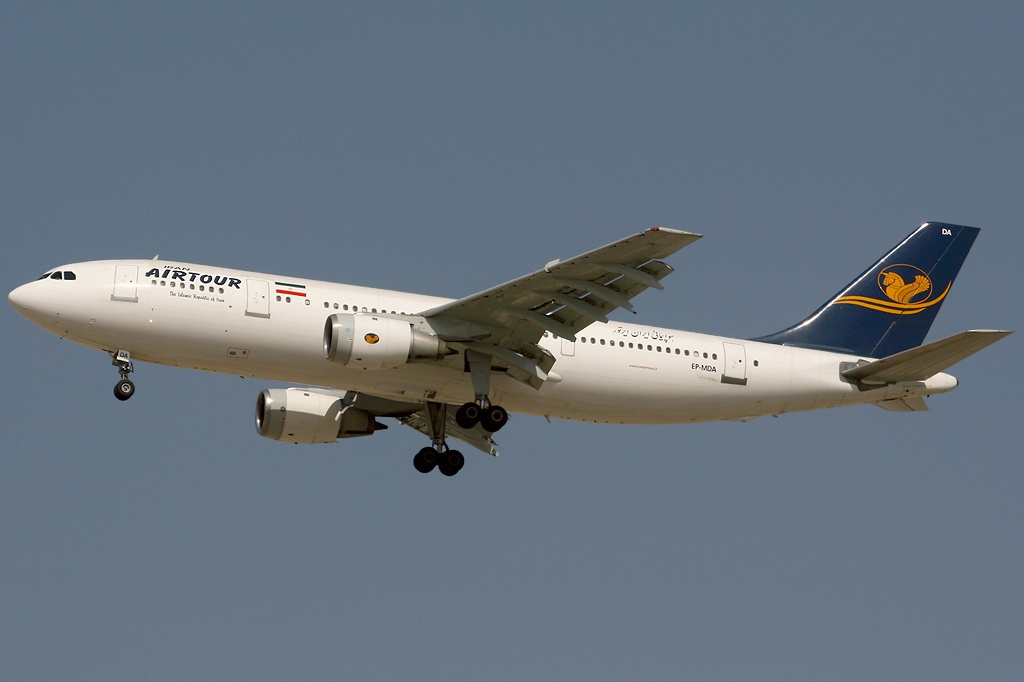
ایرباس ای۳۰۰ سابق ایرتور در حال نزدیک شدن به فرودگاه دبی سال ۱۳۸۷

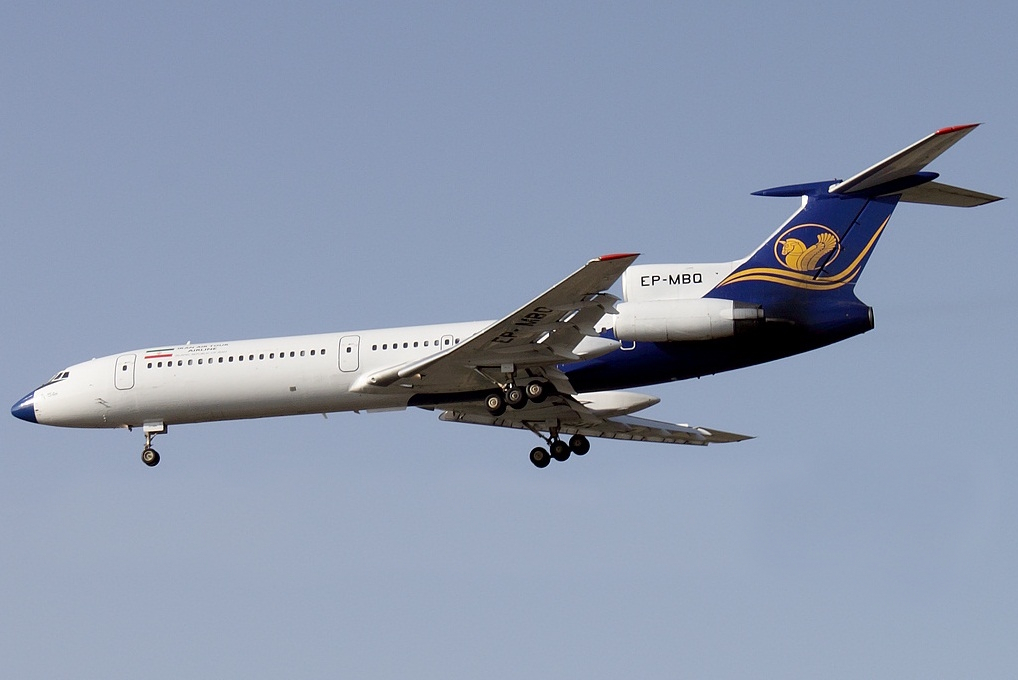
توپولف-۱۵۴ سابق ایرتور در حال نزدیک شدن به فرودگاه مشهد سال ۱۳۸۹

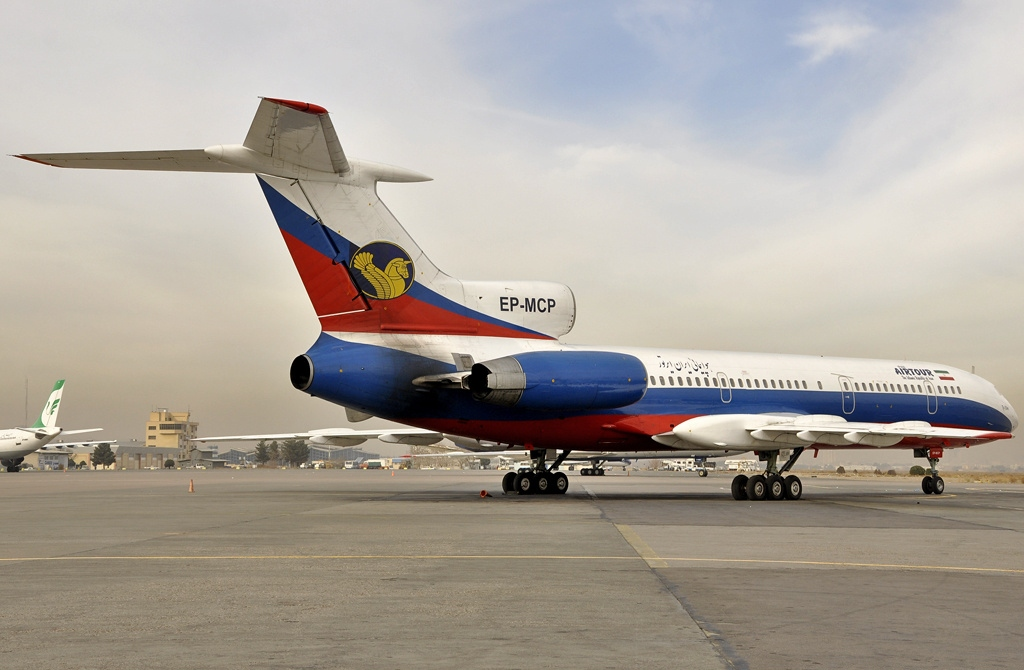
توپولف-۱۵۴ سابق هواپیمایی ایرتور در فرودگاه مشهد سال ۱۳۸۹

| مدل                   | تعداد | بازنشستگی     | توضیحات                                                    |
| --------------------- | ----- | ------------- | ---------------------------------------------------------- |
| توپولف تو-۱۵۴         | ۱۴    | ۱۹ فوریه ۲۰۱۱ | ایران ایرتور بزرگ‌ترین کاربر این مدل در ایران بود.          |
| ایرباس ۳۰۰ بی ۴       | ۲     | اکتبر ۲۰۰۹    | به ایران ایر فروخته شد.                                    |
| بوئینگ ۷۰۷            | ۲     | ۱۹۹۶          | اجاره شده از ایران ایر                                     |
| بوئینگ ۷۳۷            | ۲     | آوریل ۲۰۱۷    | یک فروند اجاره شده از اردن و یک فروند اجاره شده از اوکراین |
| مک‌دانل داگلاس ام‌دی-۸۲ | ۳     | نوامبر ۲۰۱۵   | اجاره شده از اوکراین                                       |

## مقصدهای پروازی
شرکت هواپیمایی ایران ایرتور به مقاصد زیر در حال انجام پرواز است:

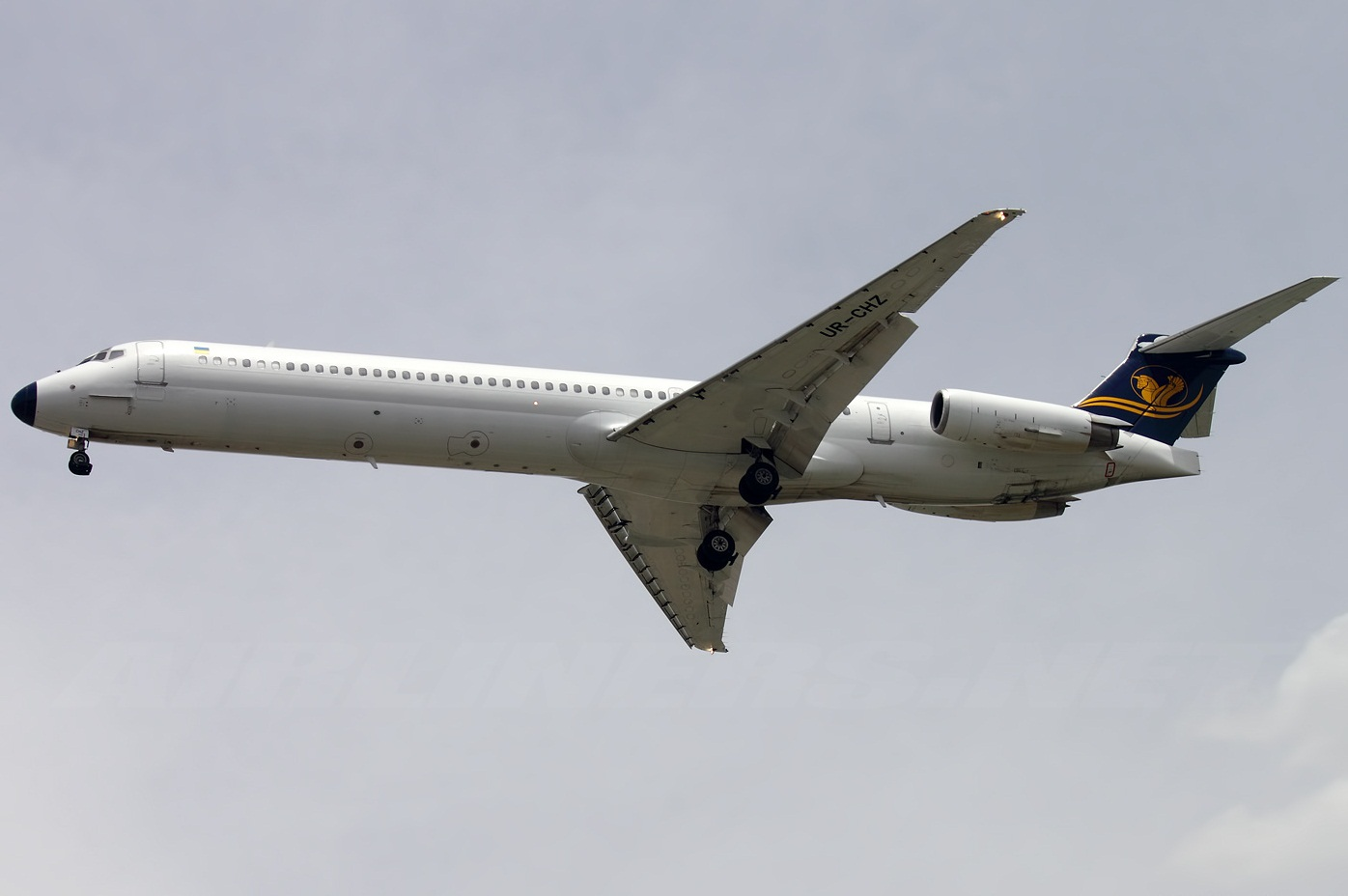
یک فروند ام‌دی ۸۲
هواپیمایی ایران ایرتور در حال فرود در فرودگاه بین‌المللی مهرآباد، تهران ۱۳۸۹

## سوانح و حوادث

### سوانح
- در ۱۹ بهمن ۱۳۷۱ هواپیمای توپولوف-۱۵۴ شرکت ایران ایرتور که در حال برخاستن از فرودگاه مهرآباد تهران بود با یک هواپیمای سوخو-۲۴ متعلق به نیروی هوایی ارتش جمهوری اسلامی ایران که در حال فرود بود برخورد کرد. در این حادثه ۱۳۱ نفر کشته شدند.[۱۳]
- در ۱۰ شهریور ۱۳۸۵ هواپیمای توپولوف-۱۵۴ مسیر بندرعباس-مشهد به هنگام فرود در باند فرودگاه شهید هاشمی نژاد مشهد به علت ترکیدگی یکی از لاستیک‌های هواپیما از باند خارج شد که متعاقب آن هواپیما دچار آتش‌سوزی در قسمت جلوی بدنه گردید. در این حادثه ۲۸ نفر کشته و ۵۴ نفر زخمی شدند.[۱۴]

### حوادث
- ۲۴ فروردین ۱۳۹۴، پرواز هواپیمای MD با شماره ۸۰۵۶ مسیر تهران - اهواز در زمان فرود با مشکل باز شدن چرخ هواپیما مواجه شد و پس از ۴۵ دقیقه سرانجام با سیستم اضطراری چرخ‌های هواپیما باز شد و هواپیما در فرودگاه اهواز به زمین نشست.[۱۵]
- ۳۱ اردیبهشت ۱۳۹۴، پرواز شماره ۹۹۵ مسیر هوایی قشم - مشهد، هنگام فرود در فرودگاه از مسیر خود خارج شد. در این حادثه به کسی آسیبی نرسید.[۱۶]
- ۳۰ شهریور ۱۳۹۴، پرواز شماره ۹۰۰ مسیر هوایی مشهد - تبریز، بعد از فرود در باند فرودگاه بین‌المللی شهید مدنی تبریز و هنگام دور زدن، هواپیما از باند خارج می‌شود و پس از متوقف شدن همه مسافران از هواپیما خارج می‌شوند. در این حادثه به کسی آسیبی نرسید.[۱۷]
- ۵ بهمن ۱۳۹۵، پرواز تهران - مشهد، اندکی پس از پرواز به علت از کار افتادن یکی از دو موتور هواپیما مجبور به بازگشت و فرود اضطراری در فرودگاه مهرآباد شد.[۱۸]
- ۲۵ اسفند ۱۳۹۵، پرواز کاشان - مشهد به دلیل ترک خوردن شیشه کابین خلبان، برای پیشگیری از حادثه و نجات جان مسافران مجبور به فرود اضطراری در فرودگاه بین اللملی شهید بهشتی اصفهان می‌شود.[۱۹]
- ۹ آذر ۱۳۹۷، پرواز شماره ۹۴۶ تهران - تبریز به هنگام فرود در فرودگاه بین‌المللی شهید مدنی تبریز ۴ چرخ عقب هواپیما موجب ترکیدگی و آتش‌سوزی شد که خوشبختانه با مهارت خلبان این حادثه هیچ تلفات جانی نداشت و هواپیما بعد از تعمیر چند ساعته دوباره به ناوگان این شرکت بازگشت.[۲۰]
- ۵ بهمن ۱۳۹۸ خلبان این پرواز به دنبال تشخیص نقص فنی در هواپیما، پس از دور زدن در آسمان تهران مجبور به فرود اضطراری در فرودگاه مهرآباد شد.[۲۱]
- ۱۶ آبان ۱۴۰۰ پرواز شماره B۹۹۷۰۹ هواپیمایی ایران ایرتور که با یک فروند ایرباس ۶۰۰–۳۰۰ به رجیستر نوامبر ایندیا پس از تیک‌آف از فرودگاه تبریز به مقصد استانبول با اعلام مشکل در چرخ‌ها و طی کردن مسیر تبریز-تهران در ارتفاع ۲۰ هزار پایی به ایکا دایورت کرد.[۲۲]

## تأخیر
در نوروز ۱۴۰۱ ایران ایر تور بیشترین میزان تأخیر در پرواز را در میان تمام شرکت‌های ایرانی و خارجی فعال در ایران داشت.